# Прельжокаж, Анжелен
Анжеле́н Прельжока́ж (фр. Angelin Preljocaj, 1957, Париж — по-албански произносится «прельоцай») — французский танцовщик и хореограф, один из ведущих представителей нового французского танца. Кавалер Ордена Почётного легиона (1998). Академик Академии изящных искусств Франции (2019). 

## Биография
Родился в албанской семье выходцев из Черногории. Учился современному танцу в парижской Schola Cantorum, у Мерса Каннингема в Нью-Йорке. В 1980 году вошёл в балетную труппу города Кан, затем работал в Национальном хореографическом центре в Анжере, в 1982 году — в компании Доминика Багуэ в Монпелье.
Как хореограф дебютировал балетом «Колониальные авантюры» (1984, Монпелье). В 1985 году основал свою компанию в Шампиньи-сюр-Марн (деп. Валь-де-Марн), ставшую в 1989 году Национальным хореографическим центром Валь-де-Марн. Позднее Центр переселился в Шатоваллон (деп. Вар), а потом в Экс-ан-Прованс, где находится и сегодня.
В 1990 году для «Оперы де Лион» поставил балет «Ромео и Джульетта». В 1992 году он получил «Grand Prix national de la danse» от Министерства культуры Франции. В 1993 году Парижская опера пригласила его труппу для участия в таких постановках как Парад, Видение Розы и Свадебка, в честь Русского балета Дягилева.
В 1995 году он был удостоен премии Benois de la Danse за балет «Парк». 
Является создателем короткометражных фильмов («Почтальон. Мрачные мысли» Le postier, Idées noires, 1991) нескольких полнометражных картин, среди которых «Связующее звено» Un trait d’union (1992) и «Благовещение» Annonciation (2003), за которые он получил первый приз конкурса «Видео-танец» в 1992 году и приз Пражского видео фестиваля в 1993 году, и был удостоен премии «Гран при за фильм об искусстве» в 2003 году.  
14 сентября 2010 года Большой театр России открыл сезон мировой премьерой совместной постановки Большого театра и Балета Прельжокажа «А дальше — тысячелетие покоя». Creation 2010" .

## Творчество
Прельжокаж соединяет классическую технику с экспрессионистской пластикой современного танца и элементами архаики, дальневосточной культуры тела. Он не раз возвращался к постановкам балетных корифеев XX века (М. Фокин, Л. Мясин, В. Нижинский и другие), давая им новую трактовку.

### Постановки
- Aventures Coloniales, Marché noir (1984)
- L’Arme Blanche (1985)
- À nos héros (1986)
- Le Petit Napperon Bouge, Hallali Romée (1987)
- Liqueurs de chair (1988)
- «Паркетчики» — короткометражный фильм по картине Гюстава Кайботта, композитор Тьерри Ланчино[фр.], сценарист и режиссёр Сирил Коллар (пр-во Музея Д'Орсе, La Sept[фр.] и Opus 10-19, 1988).
- «Свадебка» Игоря Стравинского, Un Trait d’Union (1989)
- Amer America, «Ромео и Джульетта» Сергея Прокофьева) (1990)
- La Peau du Monde (1992)
- «Парад» Эрика Сати, «Свадебка» (новая версия), «Призрак розы» на музыку К. М. фон Вебера (1993)
- «Парк» на музыку В. А. Моцарта (для Парижской оперы, 1994)
- Petit Essai sur le Temps qui Passe, L’Anoure, по либретто Паскаля Киньяра (1995)
- «Жар-птица» Игоря Стравинского, «Ромео и Джульетта» (новая версия), «Благовещение» (1996)
- La Stravaganza, «Пейзаж посте битвы» (1997)
- «Казанова» (для Парижской оперы, 1998)
- Personne n'épouse les méduses (1999)
- Portraits in Corpore, MC/14-22 (Ceci est mon corps) на музыку Карлхайнца Штокхаузена (2000)
- «Весна священная» И. Стравинского, Helikopter (на музыку Штокхаузена) (2001)
- Near Life Experience на электронные композиции группы Air (2002)
- «Сон Медеи» (для Парижской оперы), «MC/14-22» (новая версия), Empty Moves (part I) на музыку Дж. Кейджа, N, (2004)
- «Времена года» на музыку Антонио Вивальди (2005)
- Eldorado (Sonntags Abschied) на музыку Карлхайнца Штокхаузена (2007)
- «Белоснежка» (2008)
- Le Funambule по Жану Жене (2009)
- «А дальше тысячелетие покоя. Creation-2010» на музыку Лорана Гарнье (совместно с Большим театром, 2010)
- «Сиддхартха» (2010)
- Retour à Berratham (для Авиньонского фестиваля, 2015)
- «Фреска» (костюмы Аззедина Алайи, 2016)

## Признание и награды
- Лауреат Большой национальной премии министерства культуры Франции (1992);
- Лауреат премии Benois de la Danse за постановку балета «Парк» (Москва, 1995);
- Премия Бесси за «Благовещение» (1997);
- Лауреат премии «Виктуар де ля мюзик» за постановку балета Сергея Прокофьева «Ромео и Джульетта» (1997);
- Кавалер Ордена Почётного легиона (1998).
- Лауреат премии Сэмюэла Скриппса[англ.] (Американский фестиваль танца, США)
- Академик Академии изящных искусств Франции по отделению хореографии (2019)

Спектакли его Центра, показанные в Париже, Лионе, Авиньоне, Берлине, Мюнхене, Нью-Йорке, Москве, были не раз отмечены различными наградами.